# Olindiidae
Die Olindiidae (häufig auch Olindiasidae, Olindiadidae, früher auch Olindiadae) sind eine Familie der Limnomedusae innerhalb der Nesseltiere (Cnidaria).

## Merkmale
Die Olindiidae sind metagenetische, relativ kleine Hydrozoa mit einem Polypenstadium und meist einem freilebenden Medusenstadium. Selten werden nur Eumedusoide gebildet, die freilebend sind, oder mit den Polypen verbunden bleiben.
Die relativ sehr kleinen Polypen sind meist solitär lebend, selten bilden sie auch Kolonien. Sie werden nur selten über einen Millimeter groß. Sie können tentakellos (und damit „reduziert“) sein, oder auch ein, oder mehrere in einem Kreis angeordnete Tentakeln besitzen. Gelegentlich ist auch eine Differenzierung der Polypen in Dactylozooide (Wehrpolypen) zu beobachten. Sie besitzen keine eigentliche Theca, jedoch wird häufig ein Peridermbecher gebildet. Der Mund ist bei manchen Arten schnauzenförmig verlängert. Die Polypen reproduzieren sich sehr aktiv asexuell durch Knospung, Bildung von Podocysten und durch sog. Frusteln, wurmförmige Gebilde, die sich aktiv bewegen können und nach einer Wanderung zum Polypen auswachsen können. Bei manchen Arten ist auch eine Rückbildung von Polypen zu Frusteln möglich. Die Medusen in kleineren Tümpeln sind häufig vom gleichen Geschlecht. Dies deutet darauf hin, dass sie von einem (oder ev. mehreren, zufällig gleichgeschlechtlichen) Polyp(en) abstammen. Die Podocysten sind trockenresistent und können sogar mit dem Wind verfrachtet werden, nachdem ein Tümpel ausgetrocknet ist.
Die Medusen werden ein bis 60 mm im Durchmesser groß. Zentripetale Kanäle können vorhanden sein oder auch fehlen. Die radialen Kanäle sind unverzweigt. Die Gonaden sitzen entlang der radialen Kanäle oder selten auch am Manubrium (z. B. Limnocnida). Es sind keine Ocelli vorhanden. Die Medusen einzelner Arten können bis 400 und mehr Tentakeln besitzen. Die Tentakeln können differenziert sein. Die Geschlechtsprodukte werden zumindest bei einigen Arten ins freie Wasser abgegeben, wo die Befruchtung erfolgt. Aus den befruchteten Eier entwickeln sich Planula-ähnliche Larven, die sich nach einer Zeit festsetzen und zum Polypen werden. Die Bildung von Medusen ist zumindest bei einigen Arten temperatur gesteuert, d. h. Medusen werden nur bei höheren Temperaturen gebildet. Bei Craspedacusta sowerbii bilden sich Medusen erst ab 26 bis 27 °C. Dann kann ein Polyp etwa alle 17 Tage eine Meduse abschnüren. Die Art kann deshalb über mehrere Jahre keine Medusen bilden, wenn diese Bedingungen in einem Gewässer nicht erreicht werden; sie vermehrt sich dann nur asexuell.
Unter den Arten der Familie Olindiidae befinden sich häufig auffällig gefärbte Arten (wie z. B. Olindias phosphoricus).

## Geographisches Vorkommen und Lebensweise
Die Arten der Familie sind weltweit in den Meeren verbreitet, sowohl in den Tropen wie auch in den kalten Meeren. Die Familie beherbergt jedoch auch eine ganze Reihe von Arten, die im Süß- und/oder Brackwasser leben. Craspedacusta sowerbii ist inzwischen weltweit verschleppt worden.
Sie leben von kleinen Krebstieren, Rädertieren und Einzellern.

## Systematik
Von manchen älteren Autoren wird noch eine separate Familie Limnocnididae ausgeschieden. Dagegen wird in neueren Arbeiten die Gattung Limnocnida, Typusgattung der Familie Limnocnididae meist zur Familie Olindiidae gestellt. Die World Hydrozoa Database listet für die Familie Olindiidae 17 Gattungen mit insgesamt 46 Arten (inkl. einigen nomina dubia) auf.
- Familie Olindiidae Haeckel, 1879
  - Gattung Aglauropsis Mueller, 1865
    - Aglauropsis aeora Mills, Rees & Hand, 1976
    - Aglauropsis agassizi Müller, 1865 (nomen dubium)
    - Aglauropsis conanti Browne, 1902
    - Aglauropsis edwardsi Pagès, Bouillon & Gili, 1991
    - Aglauropsis jarli Kramp, 1955
    - Aglauropsis kawari Moreira & Yamashita, 1971
    - Aglauropsis vannuccii Thomas & Chapgar, 1975

  - Gattung Astrohydra Hashimoto, 1981
    - Astrohydra japonica Hashimoto, 1981

  - Gattung Calpasoma Fuhrmann, 1939
    - Calpasoma dactylopterum Fuhrmann, 1939

  - Gattung Craspedacusta Lankester, 1880
    - Craspedacusta brevinema He & Xu, 2002
    - Craspedacusta chuxiongensis He, Xu & Nie, 2000
    - Craspedacusta hangzhouensis He, 1980
    - Craspedacusta iseana (Oka & Hara, 1922)
    - Craspedacusta kuoi Shieh & Wang, 1959
    - Craspedacusta sichuanensis He & Kou, 1984
    - Craspedacusta sinensis Gaw & Kung, 1939
    - Süßwasserqualle (Craspedacusta sowerbii Lankester, 1880)
    - Craspedacusta vovasi Naumov & Stepan'yants, 1971
    - Craspedacusta xinyangensis He, 1980
    - Craspedacusta ziguinensis He & Xu, 1985

  - Gattung Cubaia Mayer, 1894
    - Cubaia aphrodite Mayer, 1894

  - Gattung Eperetmus Bigelow, 1915
    - Eperetmus typus Bigelow, 1915

  - Gattung Gonionemus Agassiz, 1862
    - Gonionemus chekiangensis Kao, Li, Chang & Li, 1958
    - Gonionemus hamatus Kramp, 1965
    - Gonionemus vertens A. Agassiz, 1862

  - Gattung Gossea Agassiz, 1862
    - Gossea brachymera Bigelow, 1909
    - Gossea corynetes (Gosse, 1853)
    - Gossea faureae Picard, 1952
    - Gossea indica Bouillon, 1978

  - Gattung Hexaphilia Gershwin & Zeidler, 2003 
    - Hexaphilia scoresbyi Gershwin & Zeidler, 2003

  - Gattung Keralica Khatri, 1984
    - Keralica idukkensis Khatri, 1984

  - Gattung Limnocnida Guenther, 1893
    - Limnocnida biharensis Firoz-Ahmad, Sen, Mishra & Bharti, 1986
    - Limnocnida congoensis Bouillon, 1959
    - Limnocnida tanganyicae Günther, 1893
    - Limnocnida nepalensis Dumont, 1976 (nomen dubium)

  - Gattung Maeotias Ostroumoff, 1896
    - Maeotias marginata Modeer, 1791

  - Gattung Mansariella Malhotra, Duda & Jyoti, 1976
    - Mansariella lacustris Malhotra, Duda & Jyoti, 1976

  - Gattung Nuarchus Bigelow, 1912
    - Nuarchus halius Bigelow, 1912

  - Gattung Olindias Mueller, 1861
    - Olindias formosus (Goto, 1903)
    - Olindias malayensis Maas, 1905
    - Olindias phosphoricus (Delle Chiaje, 1841)
    - Olindias sambaquiensis Müller, 1861
    - Olindias singularis Browne, 1905
    - Olindias tenuis (Fewkes, 1882)

  - Gattung Scolionema Kishinouye, 1910
    - Scolionema suvaense (Agassiz & Mayer, 1899)

  - Gattung Vallentinia Browne, 1902
    - Vallentinia adherens Hyman, 1947
    - Vallentinia falklandica Browne, 1902
    - Vallentinia gabriellae Vannucci-Mendes, 1948

## Anmerkung
1. ↑  Die korrekte Form des Familiennamens ist selbst bei buchstabengetreuer Auslegung der Internationalen Regeln für die Zoologische Nomenklatur nicht eindeutig zu ermitteln. Familiennamen werden durch das Anhängen der Endung -idae an den Stamm der Typusgattung gebildet. Olindias ist eine willkürliche Wortbildung und damit als Eigenname zu behandeln, also nichtklassischer Herkunft. Damit ist  „... für die Belange der Regeln derjenige Stamm beizubehalten, für den sich derjenige Autor entschieden hat, der ein neues Taxon der Familiengruppe eingeführt hat; ...“ (IRZN Art. 29.3.3). Haeckel (1879) führte als erster eine Unterfamilie Olindiadae ein. Damit wäre im Grund zunächst seine Behandlung des Familiennamens maßgeblich. Allerdings ist in seiner Arbeit nicht eindeutig, was er als Stamm von Olindias angenommen hat (etwa Stamm Olindias-, daraus Olindiasidae = zusammengezogen zu Olindiadae, oder Stamm Olindia-, daraus Olindiaidae, oder Stamm Oliandiad-, daraus Olindiadidae = in beiden letzteren Fällen zusammengezogen zu Olindiadae). Ziemlich sicher ist jedoch, dass er nicht Olindi- als Stamm angenommen hat, sonst hätte er Olindiidae oder zusammengezogen Olindidae geschrieben. Andere (Unter-)Familiennamen wurden von Ernst Haeckel grundsätzlich mit der Endung -idae gebildet. „Entspricht die Schreibweise eines Namens der Familiengruppe in ihrer Bildung nicht Art.29.3, befindet sich der Name jedoch in überwiegendem Gebrauch, so ist diese Schreibweise beizubehalten -...“ (Art. 29.5). Dies ist im Moment Olindiidae trotz der Verwendung der Schreibweise Olindiasidae in Daly et al. (2007). Die „World Hydrozoa Database“ ist inzwischen von der Schreibweise Olindiasidae abgewichen und verwendet jetzt ebenfalls die Schreibweise Olindiidae. Das Geschlecht der Gattung Olindias wurde von Fritz Müller nicht angegeben und ist auch von der einzigen, ursprünglich zugewiesenen Art nicht abzuleiten. In einem solchen Fall ist das Geschlecht der Gattung als männlich anzunehmen (IRZN Art. 30.2.3)